# تشعبات

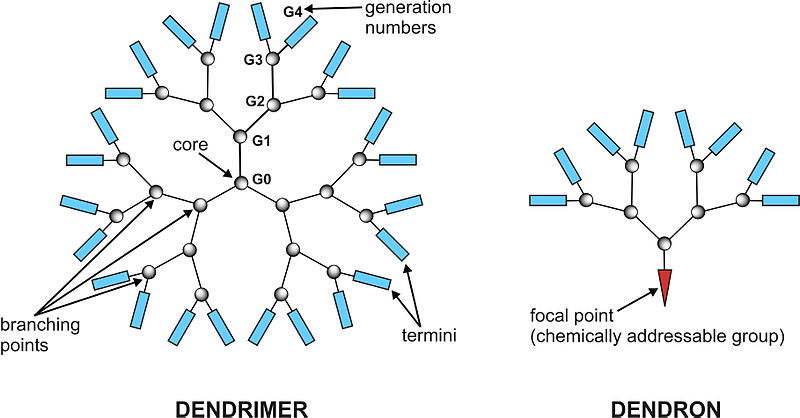
التغصن ومتغصن القطع

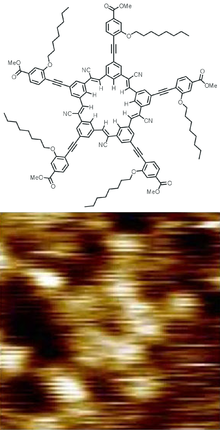
"سيانستار من الجيل الأول"

التشعب أو التغصن هي جزيئات متفرعة متكررة. يأتي الاسم من الكلمة اليونانية δένδρον (ديندرون) التي تترجم إلى «شجرة». وتشمل المصطلحات المرادفة للتشعبات الشجرية والجزيئات المتسلسلة. حاليًا الكلمة مقبولة دولياً وعادة ما يكون متغصن القطع متماثلاً حول النواة، وغالبًا ما يعتمد شكل مورفولوجي كروي ثلاثي الأبعاد. الكلمة ديندرون أو التغصن تواجهها كثيرًا أيضًا. عادة ما يحتوي التغصن على مجموعة واحدة قابلة للمعالجة كيميائياً تسمى نقطة الاتصال أو النواة. يتم توضيح الفرق بين التغصن وتغصن القطع في الشكل العلوي، ولكن عادة ما يتم المبادلة بينهما في الاصطلاح.
تم صنع أول نبات متغصن القطع بواسطة مقاربات تركيبية متباينة من فريتز فوغتل في عام 1978،
في شركة الحلفاء في عام 1981 
دونالد توماليا في داو كيميكال في عام 1983، وجورج نيوكومي في 1985.
في عام 1990 قدم كريج هوكر وجان فريشيت مقاربة اصطناعية متقاربة 
ثم ازدادت شعبية متغصن القطع بشكل كبير، مما أدى إلى أكثر من 5000 ورقة علمية وبراءة اختراع بحلول عام 2005.
ووفقا لما ذكرته ستاتنانو، نشرت مجموعات من البحوث والمعاهد والجامعات والشركات، بحلول نيسان 2018، تم نشر حوالي 1437 ورقة في مجالات الاستخبارات العامة المفهرسة بالتركيز على مختلف التشعبات وحوالي 4200 براءة اختراع.

## الخصائص
تتميز الجزيئات الجذعية بالكمال الهيكلي. التغصن وتغصن القطع هي مركبات أحادية التشتت وعادة ما تكون متماثلة للغاية ومركبات كروية. ويمكن تقسيم مجال الجزيئات الجذعية تقريبًا إلى أنواع ذات الوزن الجزيئي منخفض وذات وزن جزيئي مرتفع. وتشمل الفئة الأولى التشعبات ومتغصنة القطع، وتشمل الأخيرة على البوليمرات الشجرية، والبوليمرات فائقة التشعب، وفرشاة البوليمر.
تتهيمن خصائص التشعبات من المجموعات الوظيفية علي السطح الجزيئي، ومع ذلك هناك أمثلة على التشعبات مع وظائف داخلية.
تسمح التغصنات المغلفة للجزيئات الوظيفية بعزل الموقع النشط، وهو هيكل يحاكي مواقع نشطة في المواد الحيوية من الممكن جعل متغصن القطع قابل للذوبان في الماء، على عكس معظم البوليمرات عن طريق العزل مع الأنواع المشحونة أو غيرها من محب للماء. وتشمل الخصائص الأخرى التي يمكن السيطرة عليها البلورية، وتشكيل تغصن القطع، وعدم التناظر المرآتي.
وتصنف متغصنات القطع أيضًا حسب الجيل، الذي يشير إلى عدد الدورات المتفرعة المتكررة التي يتم تنفيذها اثناء التوليف أو التشكيل. على سبيل المثال، إذا تم إجراء التشعبات بواسطة التوليف المتقارب (انظر ادناه)، ويتم تنفيذ ردود الفعل المتفرعة على جزيء النواة ثلاث مرات، يعتبر التشعبات الناتجة من الجيل الثالث. كل جيل متتالي ينتج عنه متغصن قطع يقرب من ضعف الوزن الجزيئي للجيل السابق. كما يتوفر لديها مجموعات وظيفية أكثر تعرضًا للسطح، والتي يمكن استخدامها فيما بعد لتخصيص التغصن لتطبيق معين.

## التوليف

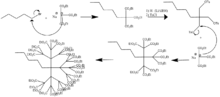
توليف للجيل الثاني من المتغصنات

تم تجميع واحد من أول Newkome dendrimer في عام 1985. كما يعرف هذا جزيء الضخم من قبل اسم أربورول. يوضح الشكل آلية أول جيلين من أربورول من خلال مسار متباعد (ناقش أدناه). يبدأ التوليف عن طريق الاستبدال النوكليوفيلي لـ 1-بروموبنتان بواسطة ثلاثي إيثيل سودي ميثانيثربوكسيليت في ثنائي ميثيل فورماميد والبنزين. ثم تم تخفيض مجموعات استر بواسطة هيدريد الألومنيوم الليثيوم إلى تريول في خطوة إزالة. تم تحقيق تفعيل نهايات السلسلة عن طريق تحويل مجموعات الكحول إلى توحيد المجموعات مع كلوريد التويل والبيريدين. ثم عملت مجموعة التوسيل كمجموعات مغادرة في تفاعل آخر مع ثلاثي الكربوكسيل، لتشكيل الجيل الثاني. مزيد من التكرار من الخطوتين يؤدي إلى أجيال أعلى من أربورول.
بولي (amidoamine)، أو PAMAM ربما يكون أكثر متغصن معروف. جوهر PAMAM هو ديامين (عادة الإيثيلين ديامين)، والذي يتفاعل مع أكريلات الميثيل، ومن ثم إيثيلنديامين آخر لجعل PAMAM جيل 0 (G-0). تخلق ردود الأفعال المتعاقبة أجيالًا أعلى، والتي تميل إلى أن تكون لها خصائص مختلفة. يمكن اعتبار الأجيال الدنيا كجزيئات مرنة بدون مناطق داخلية معقولة، في حين أن المساحة المتوسطة (G-3 أو G-4) لها مساحة داخلية منفصلة بشكل أساسي عن الغلاف الخارجي لضفيرة الدنديري. يمكن النظر إلى المتغصنات الكبيرة جدا (G-7 وأكبر) أكثر مثل الجسيمات الصلبة مع الأسطح كثيفة جدا؛ بسبب هيكل غلافها الخارجي. تعتبر المجموعة الوظيفية على سطح PAMAM المتغصن مثالية للكيمياء النقرية؛ مما يؤدي إلى العديد من التطبيقات المحتملة.
يمكن اعتبار أن للمتغصن ثلاثة أجزاء رئيسية: نواة، وقشرة داخلية، وقذيفة خارجية. من الناحية المثالية، يمكن توليف متغصن ليحصل على وظائف مختلفة في كل جزء من هذه الأجزاء للتحكم في الخواص مثل القابلية للذوبان، والاستقرار الحراري، والتعلق بالمركبات لتطبيقات معينة. يمكن للعمليات الاصطناعية أيضًا التحكم بدقة في حجم وعدد الفروع في المتغصن. هناك طريقتان محددتان للتوليف المتغصن، والتوليف المتباعد والتوليف المتقاربة. ومع ذلك؛ لأن التفاعلات الفعلية تتكون من العديد من الخطوات اللازمة لحماية الموقع النشط، فمن الصعب تجميع المتغصنات باستخدام أي من الطريقتين. هذا يجعل من الصعب صنع المتغصن ومكلفة للغاية للشراء. في هذا الوقت، لا يوجد سوى عدد قليل من الشركات التي تبيع نباتات الدنديريين.

### طرق متباعدة

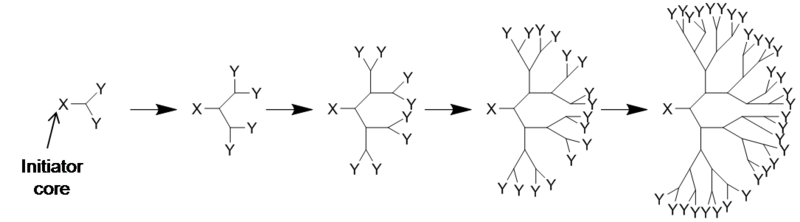
رسم تخطيطي للتوليف المتباعد للمتغصنات

يتم تجميع المتغصنات من نواة متعدد الوظائف، والذي يمتد إلى الخارج من خلال سلسلة من ردود الفعل، عادة تفاعل مايكل. يجب توجيه كل خطوة من التفاعل إلى الاكتمال التام لمنع الأخطاء في التغصن، والتي يمكن أن تسبب أجيال متأخرة (بعض الفروع أقصر من غيرها). يمكن لهذه الشوائب أن تؤثر على الوظيفة، ولكنها صعبة للغاية لتنقيتها لأن الفرق النسبي في الحجم بين المتغصن الكامل وغير الكامل صغير جدا.

### الطرق المتقاربة

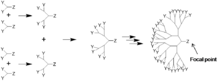
رسم تخطيطي لتوليف متقارب من المتغصنات

تم بناء المتغصنات من الجزيئات الصغيرة التي تنتهي على سطح الكرة، وتتقدم التفاعلات داخل المبنى إلى الداخل وتعلق في نهاية المطاف إلى قلب. هذه الطريقة تجعل من السهل إزالة الشوائب والفروع الأقصر على طول الطريق، بحيث يكون المتغصن النهائي أحادي التشتيت. ومع ذلك، فإن هذه النباتات لا تكون كبيرة مثل تلك التي صنعتها أساليب متباينة؛ لأن الازدحام الناتج عن الإعاقة الفراغية على طول النواة محدود.

### كيمياء نقرية
تم تحضير المتغصنات من خلال الكيمياء النقرية من خلال التفاعلات تفاعل ديلز-ألدر.  وإضافة هويزغن الحلقية أزيد-ألكاين.
هناك الكثير من الطرق التي يمكن فتحها من خلال استكشاف هذه الكيمياء في تركيب المتغصن.

## التطبيقات
عادة ما تنطوي تطبيقات التشعبات على الاقتران بـالأنواع الكيميائية على سطح المتغصن التي يمكن أن يعمل بوصفها عوامل للكشف (مثل: جزيء الصبغة)، وجزيء عضوي متقارب، واستهداف المكونات، ومادة تباين، أو نشاط حيوي. ولهذه التطبيقات إمكانيات قوية جدا لأن هيكلها يمكن ان يؤدي إلى نظم متعددة التكافؤ. يهدف الباحثون إلى الاستفادة من البيئات الكارهة للماء في الوسائط التغصنية لإجراء تفاعلات ضوئية كيميائية تولد المنتجات المصادفة صناعياً. تم توليف حمض الكربوكسيل المنتهية للذوبان في الفينول؛ لتحديد الفائدة في توصيل الدواء وإجراء التفاعلات الكيميائية داخلها. قد يسمح هذا للباحثين بتوصيل كل من جزيئات الاستهداف وجزيئات الدواء إلى نفس المتغصن؛ مما قد يقلل من الآثار الجانبية السلبية للأدوية على الخلايا السليمة.
ويمكن أيضًا ان تستخدم المتغصنات كعامل اذابة.منذ بدايتها في منتصف الثمانينات من القرن العشرين، كانت هذه الطبقة الجديدة من التغصن في فن العمارة هي المرشح الأول للكيمياء المضيف. أظهرت نباتات التغصن ذات النواة الكارهة للماء والمحيطة للماء سلوكًا شبيهاً بالميكل ولها خصائص حاوية في المحلول. تم اقتراح استخدام التشعبات كجزيئات أحادية النواة من نيوكوم عام 1985. ما أدى إلى تسليط الضوء على المتغصنات كعوامل إذابة.إن غالبية الأدوية المتاحة في الصناعة الصيدلانية ذات طبيعة غير ضارة للماء، وهذه الخاصية على وجه الخصوص تخلق مشاكل صياغة رئيسية. يمكن تخفيف هذا العيب من الأدوية عن طريق سقالات المتغصنات، التي يمكن استخدامها للتغليف فضلا عن حل العقاقير؛ بسبب قدرة هذه السقالات للمشاركة في الرابطة الهيدروجينية مع الماء.  تحاول مختبرات المتغصنات في جميع أنحاء العالم التلاعب في خاصية تذويب المتغصنات، وتستهدف الناقل محدده.
لكي يتمكن التلاميذ من استخدامها في التطبيقات الصيدلانية، يجب عليهم تجاوز العقبات التنظيمية المطلوبة للوصول إلى السوق. أحد سقالات المتغصنات مصممة لتطوير العقاقير، لقد تم تصميم هذه السقالة المزوَّدة بتقنية التغصن وتبيَّن أنها تحتوي على نقاوة عالية من استشراب السائل رفيع الإنجاز، والثبات، وقابلية للذوبان في الماء، وسمية منخفضة متأصلة.

### توصيل الدواء

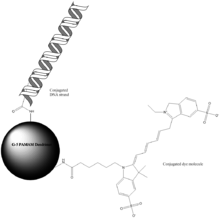
رسم تخطيطي ل damasser G-5 PAMAM مترافق مع كل من جزيء وخيط من الحمض النووي.

ثمة اهتمام واسع النطاق بالنهج المتبع في إيصال المنتجات الطبيعية غير المعدلة باستخدام ناقلات البوليمر، وقد تم استكشاف نباتات لتغليف المركبات الكارهة للماء ولتوصيل العقاقير المضادة للسرطان. الخصائص الفيزيائية للمتغصنات بما في ذلك التشتت، والذوبان في الماء، وقدرته على التغليف، وعدد كبير من المجموعات الطرفية القابلة للترجمة، جعل هذه الجزيئات الكبيرة المرشحين المناسبين للتقييم كمركبات تسليم الدواء. هناك ثلاث طرق لاستخدام المتغصنات في توصيل العقاقير:
أولا: يتم إرفاق العقاقير بشكل في محيط المتغصن لتشكيل الأدوية الأولية، ثانياً: يتم تنسيق الدواء إلى مجموعات وظيفية خارجية عبر التفاعلات الأيونية، ثالثاً: المتغصن العقدي بمثابة جزيء أحادي عن طريق التغليف.استخدمت المتغصنات كناقل للأدوية من خلال تغليف العقاقير الكارهة للماء، وهو طريقة محتملة لتقديم مركبات دوائية نشطة للغاية قد لا تكون في الاستخدام السريري بسبب الذوبان المحدود للماء. وقد استكشفت الشركة على نطاق واسع من أجل التسليم المراقب للنشاطات الحيوية المضادة للفيروسات القهقرية ويعزز النشاط المتواصل للفيروسات الرجعية من المتغصنات العكسية فعاليتها كناقلة للعقاقير المضادة للفيروسات العكوسة. ويعزز أيضامتصاص المركبات والاحتفاظ بها داخل الخلايا السرطانية، وهي نتيجة لم تكن متوقعة في بداية الدراسات. حيث يزيد التغليف مع توليد المتغصنات. كما أن الدراسات التي تعتمد على هذا البوليمر التغصني تفتح أيضًا طرقًا جديدة للبحث في التطوير الإضافي لمجمّعات المتغصنات الخاصة بالسرطان ونظام الأعضاء المستهدف.توفر هذه النتائج المشجعة زخما إضافيا لتصميم وتوليف وتقييم البوليمرات التغصنية لاستخدامها في الدراسات الأساسية لتوصيل الدواء وفي النهاية في العيادة.

### توليد الجينات
تتضمن القدرة على توصيل قطع الحمض النووي إلى الأجزاء المطلوبة من الخلية ويشمل العديد من التحديات. ويجري البحث حاليًا لإيجاد سبل لاستخدام المتغصنات لحركة الجينات في الخلايا دون الاضرار أو تعطيل الحمض النووي. وللحفاظ على نشاط الحمض النووي اثناء الجفاف، تم تجميع معقد للحمض النووي والمتغصنات في البوليمرات القابلة للذوبان في الماء، ثم أودعت في بوليمر ذات معدل تحلل سريع لتوسط تعداء الجينات. واستنادا إلى هذه الطريقة، استخدمت مجمعات PAMAM dendrimer/DNA، لتغليف أفلام البوليمر القابلة للتحلل الوظيفي لأغراض للتوصيل الجيني. وقد أظهرت البحوث ان البوليمر الوظيفي سريع التحلل لديه إمكانات كبيرة لنقل العدوى المترجمة صناعياً.

### أجهزة الاستشعار
التغصنات لها تطبيقات محتملة في أجهزة الاستشعار. تشمل الأنظمة المدروسة مستشعرات البروتون أو الأس الهيدروجيني باستخدام بولي (بروبيلين إيمين)، أيون .مركبات تيتراهيكسكونتامين أمين الكادميوم-كبريتيد-بولي بروبيلين أمين لتكشف الفلورية،وبولي (بروبيليناماين) أول وثاني جينت دريمرز للكشف الضوئي للأيون من بين أمور أخرى. البحث في هذا المجال واسع ومستمر بسبب إمكانية اكتشاف مواقع متعددة وملزمة في الأجسام المتغصنة.

### بديل الدم
يجري التحقيق أيضاً في موضوع استخدام المتغصنات كبدائل للدم. تعمل كتلتها المحيطة بمركز الهيم على إبطاء التدهور بشكل ملحوظ مقارنة مع الهيم الحر، ويمنع سمية الخلايا الذي يظهر من خلال الهيم الحر.

### جسيمات بحجم النانو
تستخدم متغصنات القطع أيضاً في تخليق جسيمات نانوية أحادية الجزيئات. وتستخدم بولي (اميدومايد)، أوPAMAM، وتغصنات القطع لمجموعات الأمين الثلاثي الخاصة بهم في النقاط المتفرعة داخل المتغصنات. يتم إدخال أيونات المعادن إلى محلول المتغصنات، والأيونات المعدنية تشكل معقده مع زوج من الكترونات الوحيد الموجودة في الأمينات الثلاثية. بعد البشرة، يتم تقليل الأيونات إلى حالات صفرية لتشكيل جسيمات متناهية الصغر يتم تغليفها داخل المتغصنات. تتراوح هذه الجسيمات النانوية في العرض من 1.5 إلى 10 نانومتر وتسمى الجسيمات النانوية المغلفة بالمتغصنات.

### حماية المحاصيل والكيماويات الزراعية
نظرًا للاستخدام واسع النطاق للمبيدات الحشرية ومبيدات الأعشاب ومبيدات الحشرات في الزراعة الحديثة، فإن الشركات تستخدم أيضًا الأشجار الزراعية للمساعدة في تحسين عملية تسليم الكيماويات الزراعية؛ لتمكين نمو النباتات بشكل صحي وللمساعدة في مكافحة أمراض النباتات.